# Sarnico
Sarnico (lombardul: Sàrnech) település Olaszországban, Lombardia régióban, Bergamo megyében. Lakosainak száma 6745 fő (2023. január 1.). Sarnico Predore, Villongo, Iseo, Paratico, Viadanica, Adrara San Martino és Monte Isola községekkel határos.

## Népesség
A település lakossága az elmúlt években az alábbi módon változott:
| Lakosok száma | 6690 | 6688 | 6745 |
|               | 2017 | 2018 | 2023 |